# Čistá matematika
Čistá matematika je souhrnné označení pro takové obory a disciplíny matematiky, které nejsou motivovány žádnou praktickou potřebou jejich aplikace na reálný svět. Je protikladem aplikované matematiky. Čistá matematika je uznávanou částí matematiky od 18. století – největší rozvoj prodělala na přelomu století 19. a 20. současně se vznikem teorie množin.
Nejvýznamnějšími disciplínami čisté matematiky jsou abstraktní algebra, matematická logika, teorie množin, topologie, teorie čísel a matematická analýza. Zejména poslední dvě zmíněné však zahrnují rozsáhlé obory spadající zcela jasně do matematiky aplikované (diferenciální rovnice, testy prvočíselnosti).